# Juan Carlos Rojas Guerra
Juan Carlos Rojas Guerra (Romita, Guanajuato, México; 6 de junio de 1984), conocido como Juan Carlos Rojas o más comúnmente como Romita Rojas, es un exfutbolista mexicano. Jugaba como defensa. 

## Trayectoria
Inició su carrera profesional en el Club León, cuando éste se encontraba aún en la Primera División 'A', incorporándose para el torneo Clausura 2005. Debutó el 30 de enero del 2005 iniciando como titular contra el Cruz Azul Oaxaca. Con León permanece 7 torneos en los cuales juega dos finales de Liga, ambas contra Dorados de Sinaloa, de las cuales gana una; además de una consecuente Final por el Ascenso contra Indios de Juárez, en la cual falla en el objetivo de ascender.  Es regular en el once inicial en sus 3 años y medio de estancia, disputando un total de 133 partidos. 
Para el Torneo Apertura 2008, después de no ascender con León por la derrota contra Indios, es fichado por el Club de Fútbol Pachuca, en donde consigue ser constante en el cuadro titular tanto en Liga como en los Torneos internacionales que disputó con el cuadro de Hidalgo, que fueron Mundial de Clubes, Copa Libertadores, Superliga y Liga de Campeones de CONCACAF, en los cuales ganó un título de esta última. En total permaneció ocho torneos con el Pachuca, teniendo un total de 95 apariciones oficiales sólo en Primera División.
Para el Apertura 2012 regresa al Club León, recién ascendido a Primera División, en una cesión por un año desde el Pachuca.

## Clubes
| Club         | País   | Año           |
| ------------ | ------ | ------------- |
| Club León    | México | 2004-2008     |
| C.F. Pachuca | México | 2008-2012     |
| Club León    | México | 2012-2013     |
| C.F. Pachuca | México | 2013          |
| Chiapas FC   | México | 2014-2015     |
| F.C. Juárez  | México | 2015-Presente |

## Palmarés

### Campeonatos nacionales
| Título               | Club               | País   | Año  |
| -------------------- | ------------------ | ------ | ---- |
| Clausura             | Club León          | México | 2008 |
| Torneo Apertura 2015 | Fútbol Club Juárez | México | 2015 |

### Campeonatos internacionales
| Título                  | Club         | País   | Año  |
| ----------------------- | ------------ | ------ | ---- |
| Copa Campeones CONCACAF | Club Pachuca | México | 2008 |
| Copa Campeones CONCACAF | Club Pachuca | México | 2010 |